# Rhododendron pachysanthum
Rhododendron pachysanthum är en ljungväxtart som beskrevs av Bunzo Hayata. Rhododendron pachysanthum ingår i släktet rododendron, och familjen ljungväxter. Inga underarter finns listade i Catalogue of Life.

## Bildgalleri

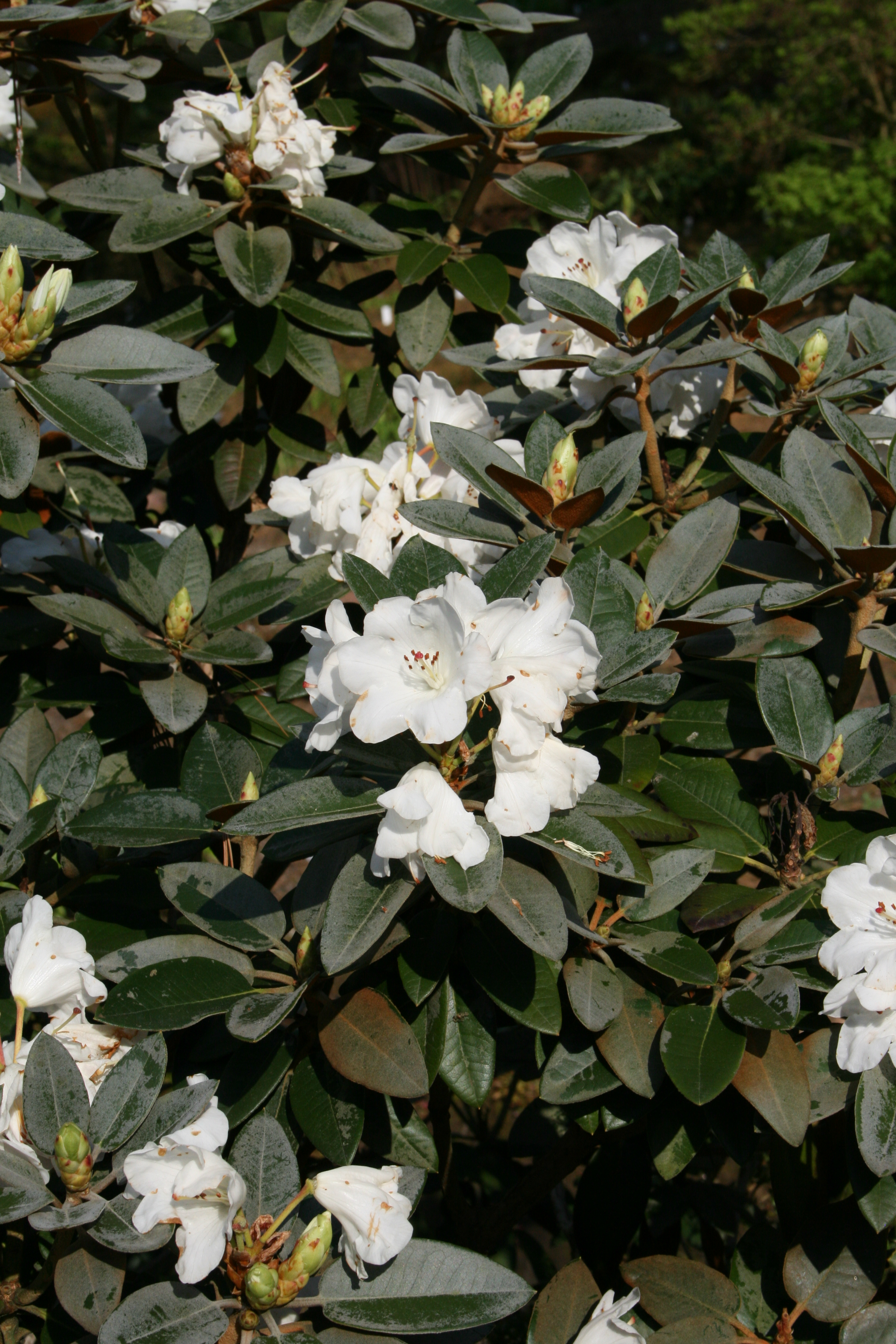
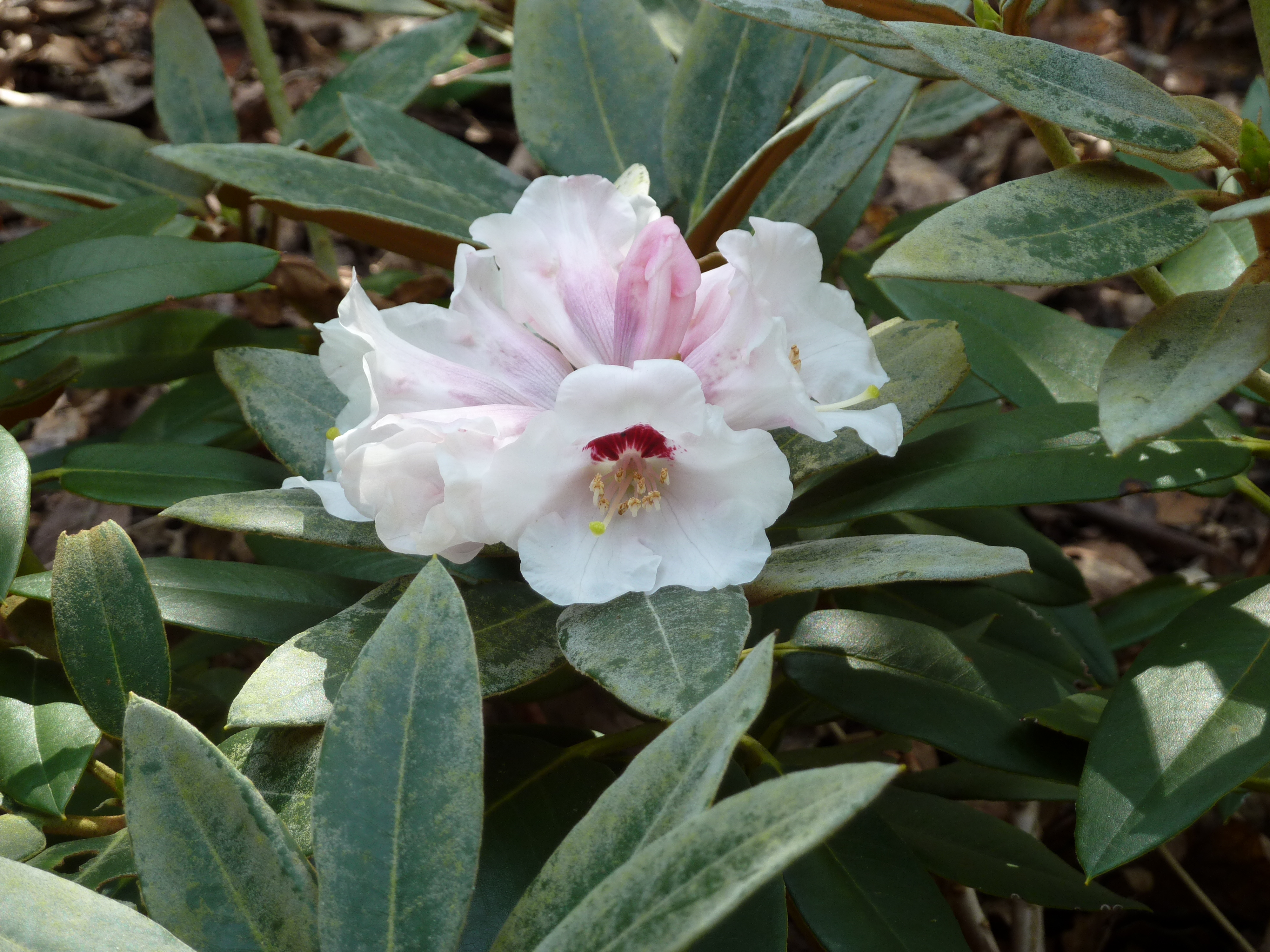
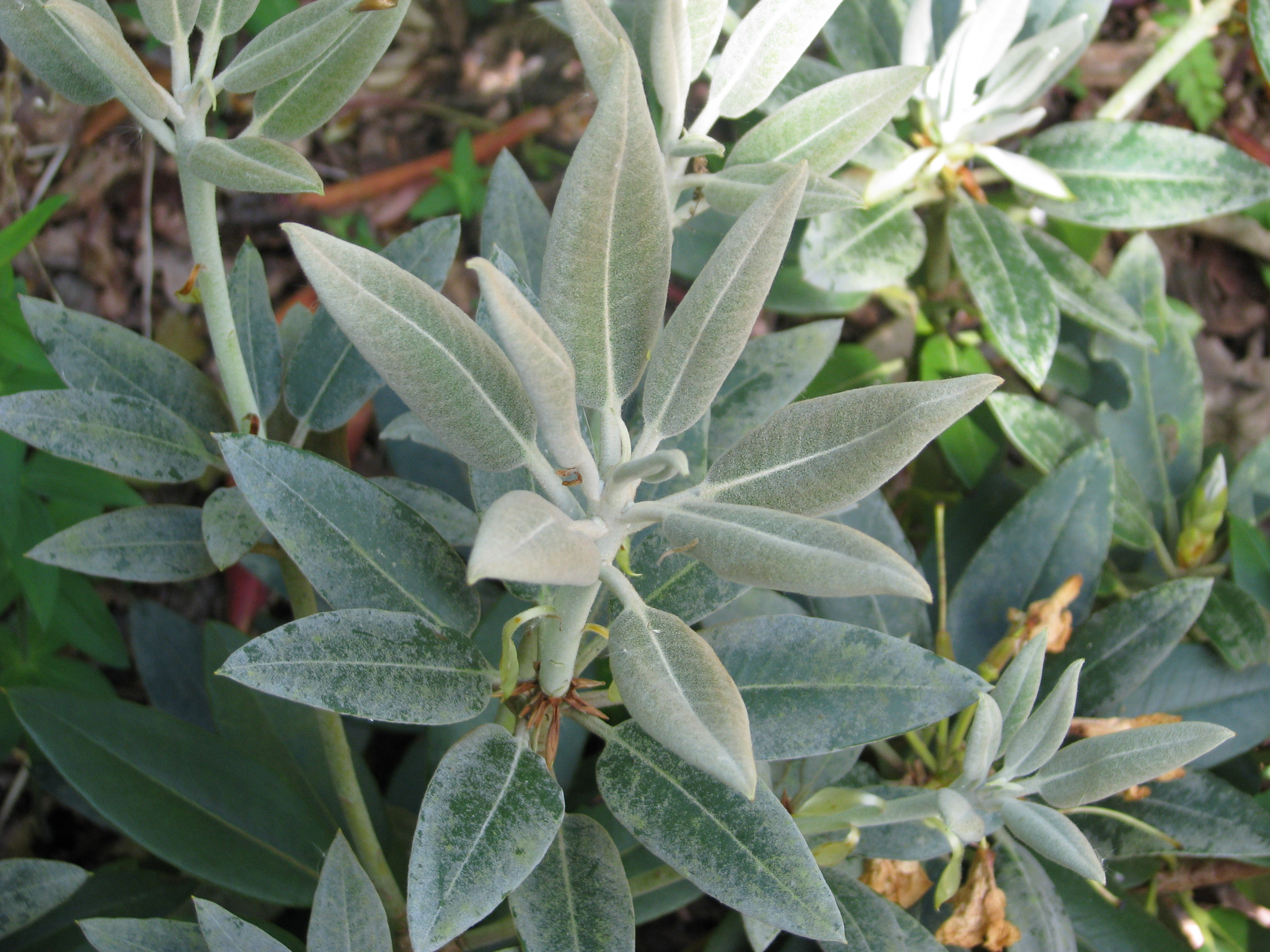
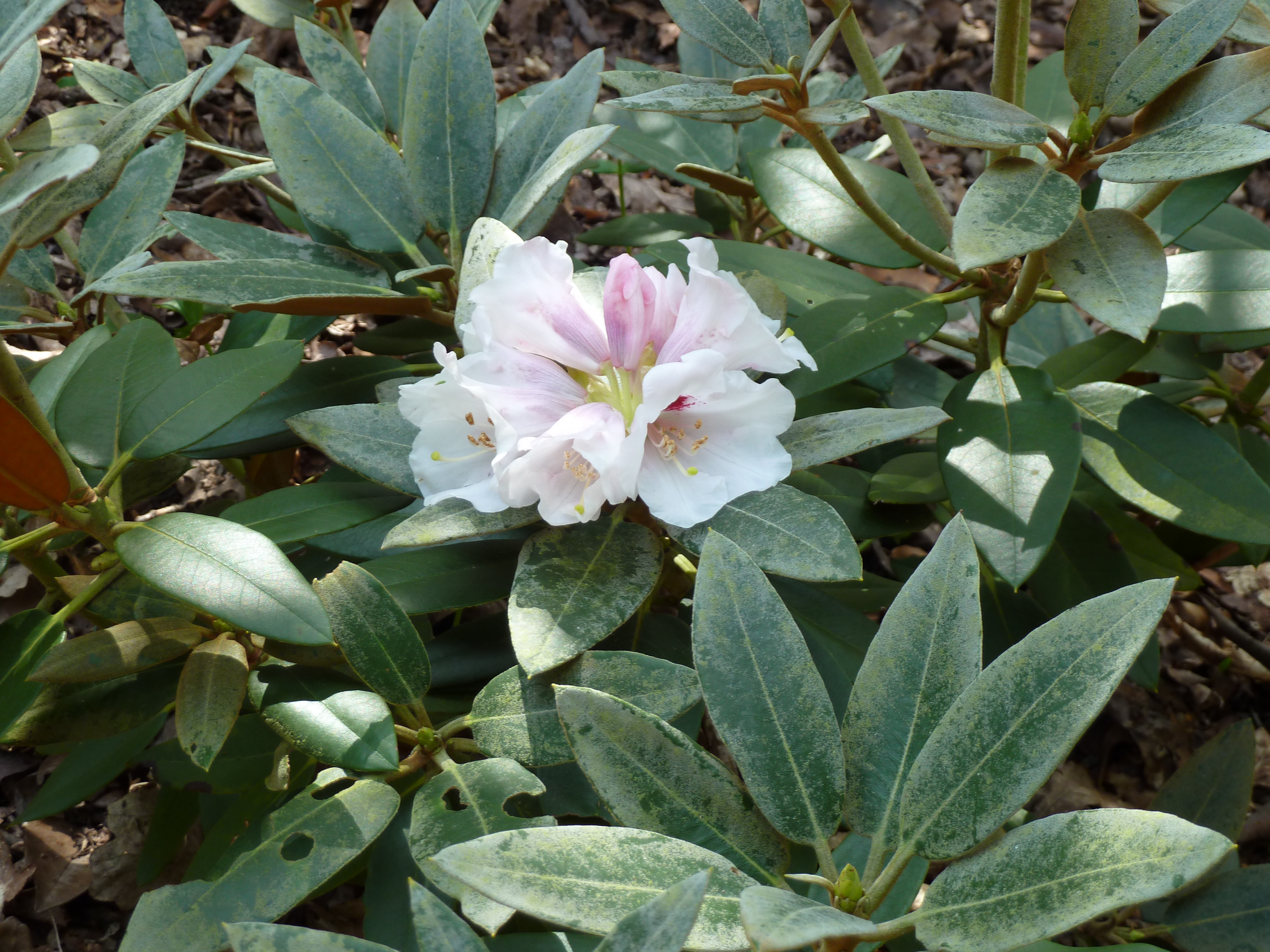